# Куляба Григорій Васильович

Григорій Куляба на концерті

Григорій Васильович Куляба (нар. 23 грудня 1928, Полтава) — радянський та український дириґент, заслужений діяч мистецтв УРСР 1972. 
Закінчив Київську консерваторію ім. П. І. Чайковського в 1955 р. клас Г. Верьовки. 
В 1960–1967, 1977–1983 — дириґент Державної заслуженої академічної хорової капели «Думка». 
У 1967–1974 роках — художній керівник і головний дириґент Хору Українського радіо (Держтелерадіо УРСР). 
Художній керівник та головний дириґент Державної заслуженої капели бандуристів УРСР у 1974-1977.
З 1983 року працював в Укрконцерті, а з 1993 — художній керівник групи солістів Національної радіокомпанії України. 
1977–1982 рр. — очолював заслужений народний ансамбль пісні і танцю України «Дарничанка».